# 久保武士
久保 武士（くぼ たけし、1936年4月10日  - ）は、日本の医学者・産婦人科医。
専門は産婦人科学。学位は、博士（医学）（東京大学・医学博士・1968年）。
東京大学附属病院助手・筑波大学臨床医学系産婦人科教授・龍ケ崎済生会病院初代院長を歴任した。

## 経歴
香川県善通寺市生まれ。
専門は産婦人科学であり、周産期医学、産婦人科ME、新生児・産婦人科疫学、計量診断学などの研究に従事。筑波大学教授として産科医療に従事する他、茨城県周産期医療体制の構築にあたり、母胎搬送等の基準の作成や運用に関する中心的役割を果たした。
1992年から2000年まで日本産婦人科学会茨城地方部会会長を務め茨城県の産科学、婦人科学の進歩・発展に寄与。現在は、龍ヶ崎済生会病院名誉院長・顧問、日本産婦人科学会名誉会員・茨城県母性衛生学会名誉会長。

### 学歴
- 1961年 東京大学医学部卒業。
- 1968年 東京大学大学院医学系研究科博士課程修了（医学）。医学博士（東京大学)。

### 職歴
- 1968年 東京大学医学部附属病院助手
- 1976年 筑波大学臨床医学系産婦人科助教授・日本産婦人科学会茨城地方部会副会長
- 1992年 筑波大学臨床医学系産婦人科教授・日本産婦人科学会茨城地方部会会長
- 2001年 社会福祉法人恩賜財団済生会支部茨城県済生会龍ケ崎済生会病院初代院長

## 受賞
- 2012年 産科医療功労者厚生労働大臣表彰“「産科医療功労者表彰」を受賞。” (2012年2月1日). 2022年9月10日閲覧。
- 平成23年度産科医療功労者厚生労働大臣表彰被表彰者名簿, (2012) 2022年9月10日閲覧。